# Ana Frederica Filipina de Eslésvico-Holsácia-Sonderburgo-Wiesenburgo
Ana Frederica Filipina de Eslésvico-Holsácia-Sonderburgo-Wiesenburgo (em alemão:  Anna Fredericka Philippine;
Wiesenburg, 4 de julho de 1665 – Neustadt an der Orla, 25 de fevereiro de 1748) foi uma nobre alemã. Ela foi duquesa de Saxe-Zeitz-Pegau-Neustadt pelo seu casamento com Frederico Henrique, Duque de Saxe-Zeitz-Pegau-Neustadt.

## Família
Ana foi a quinta filha, oitava e penúltima criança nascida de Filipe Luís, Duque de Eslésvico-Holsácia-Sonderburgo-Wiesenburgo e de sua segunda esposa, Ana Margarida de Hesse-Homburgo.
Os seus avós paternos eram Alexandre, Duque de Eslésvico-Holsácia-Sonderburgo e Doroteia de Schwarzburg-Sondershausen. Os seus avós maternos eram Frederico I, Conde de Hesse-Homburgo e Margarida de Leiningen-Westerburg. 
Ela era trisneta paterna do rei Cristiano III da Dinamarca da Casa de Oldemburgo, e de sua consorte, Doroteia de Saxe-Lauemburgo. Também descendia da irmã de Doroteia, Sofia, através de Doroteia de Schwarzburg-Sondershausen.
Ela teve oito irmãos mais velhos, entre eles: Frederico, Duque de Eslésvico-Holsácia-Sonderburgo-Wiesenburgo, marido de Caroline de Legnica-Brieg, Sofia Isabel, terceira esposa de Maurício, Duque de Saxe-Zeitz, etc.
Do primeiro casamento do pai com Catarina de Waldeck-Wildungen, ela teve uma irmã, Doroteia Isabel, que foi casada duas vezes.

## Biografia
No dia 27 de fevereiro de 1702, Ana Frederica Filipina se casou, aos 36 anos de idade, com o duque Frederico Henrique, de 33 anos, no Castelo de Moritzburgo, na cidade alemã de Zeitz. O duque era filho de Maurício, Duque de Saxe-Zeitz – que era cunhado de Ana através de sua terceira esposa, Sofia Isabel, irmã da agora nora – e de sua segunda esposa, Doroteia Maria de Saxe-Weimar. Frederico Henrique já fora casado uma vez antes, com Sofia Angélica de Württemberg-Oels, que faleceu em 1700, sem deixar filhos.
O casal teve dois filhos, um menino e uma menina.
Frederico Henrique faleceu em 18 de dezembro de 1713, aos 45 anos. A duquesa viúva não se casou novamente, e morreu em 25 de fevereiro de 1748, aos 82 anos de idade, na cidade de Neustadt an der Orla, hoje parte do estado da Turíngia. O seu local de enterro é desconhecido.

## Descendência
- Maurício Adolfo Guilherme (ou Carlos) (1 de dezembro 1702 – 20 de junho de 1759), sucessor do pai como duque, além de bispo de Hradec Králové e de Litoměřice;
- Doroteia Carlota (20 de maio de 1708 – 8 de novembro de 1708).